# Liste der Bischöfe von Le Mans
Die folgenden Personen waren Bischöfe von Le Mans (Frankreich):
- Julian(us) († 348)
- Turibe I.
- Pavace
- Liborius
- Victor I. um 440–490
- Turibe II. 490–497
- Principe 497–511
- Victor II. 511–530
- Severin 530–532
- Innozenz 532–543
- Scienfred 543–560
- Domnolus 560–581
- Baudegisil (Batechisil) 581–586
- Bertrand 587–623
- Hadoin 623-v.655
- Béraire I. 655–670
- Aglibert 670–705
- Béraire II. 705–710
- Herlemond I. 710–724
- Gauzioléne 725–753
- Herlemond II. 753–762
- Gauzioléne 763–770 (2. Mal)
- Odingus 770–772
- Merrole 772–785
- Joseph 785 oder 793–794
- Francon I. 794–816
- Francon II. 816–832
- Aldrich 832–856
- Robert 856 bis ca. 880
- Lambert ca. 880–892
- Gonthier 892–908
- Hubert 908–939 oder 940
- Meinhard 940–960
- Sigefroi de Bellême 960–995 (Haus Bellême)
- Avergaud de Bellême 995–1035 (Haus Bellême)
- Gervais de Château-du-Loir 1036–1055
- Wilgrin 1055–1064
- Arnaud 1067–1081
- Hoël 1085–1097
- Hildebert von Lavardin 1097–1125
- Guy D’Etampes 1126–1135
- Hugues de Saint-Calais 1135–1142
- Guillaume de Passavant 1142–1186
- Renaud 1186–1189
- Hamelin 1190–1214
- Nicolas 1214–1216
- Maurice 1215–1231? oder 1234
- Geoffroi de Laval 1231–1234
- Geoffroi de Loudon 1234–1255
- Guillaume Roland 1256–1260
- Geoffroi Freslon 1260–1274
- Geoffroi D’Assé 1274–1277
- Jean de Toulay 1277–1294
- Pierre Le Royer 1294–1295
- Denis Benoit 1296–1298
- Robert de Clinchamp 1298–1309
- Pierre de Longueil 1309–1326
- Guy de Laval 1326–1339 (Stammliste der Montmorency)
- Geoffroi de La Chapelle 1339–1350
- Jean de Craon 1350–1355
- Michel de Briche 1355–1368
- Gonthier de Baignaux 1368–1385
- Pierre de Savoisy 1385–1398
- Adam Chatelain 1398–1439
- Jean D’Ansières 1439–1451
- Martin Berruyer 1452–1467
- Thibaut von Luxemburg 1468–1474
- Philipp von Luxemburg 1477–1507 (Kardinal)
- Franz von Luxemburg 1507–1509 (auch Bischof von Saint-Pons de Thomières)
- Philipp Kardinal von Luxemburg 1509–1519 (2. Mal)
- Louis Kardinal de Bourbon-Vendôme 1519–1535
- René du Bellay 1535–1546
- Jean Kardinal du Bellay 1542–1556
- Charles Kardinal d’Angennes de Rambouillet 1559–1587
- Claude d’Angennes de Rambouillet 1588–1601
- Charles de Beaumanoir de Lavardin 1601–1637
- Emmeric-Marc de La Ferté 1637–1648
- Philibert-Emmanuel de Beaumanoir de Lavardin 1648–1671
- Louis de La Vergne de Monthirard de Tressan 1671–1712
- Pierre-Roger du Crévy 1712–1729
- Charles-Louis de Froulay de Tessé 1729–1767
- Louis-André de Grimaldi 1767–1777 (auch Bischof von Noyon)
- François-Gaspard de Jouffroy de Gonsans 1777–1790
- Jacques-Guillaume-René-François Prudhomme de La Boussinière 1791–1793
- Johann Michael Josef von Pidoll de Quintenbach (1802–1819)
- Claude-Madeleine de La Myre-Mory (1819–1828)
- Philippe-Marie-Thérèse-Guy Carron (1829–1833)
- Jean-Baptiste Bouvier (1833–1854)
- Jean-Jacques Nanquette (1855–1861)
- Charles-Jean Fillion (1862–1874)
- Hector-Albert Chaulet d’Outremont (1874–1884)
- Guillaume-Marie-Joseph Labouré (1884–1893) (dann Erzbischof von Rennes und Kardinal)
- Charles-Joseph-Louis-Abel Gilbert (1894–1897)
- Marie-Prosper-Adolphe de Bonfils (1898–1912)
- Raymond-Marie-Turiaf de La Porte (1912–1917)
- Georges Kardinal Grente (1918–1959)
- Paul-Léon-Jean Chevalier (1959–1971)
- Bernard-Pierre-Edmond Alix (1971–1981)
- Georges Gilson (1981–1996)
- Jacques Faivre (1997–2008)
- Yves Le Saux (2008–2022) (dann Bischof von Annecy)
- Jean-Pierre Vuillemin (seit 2023)